# William's Green
William's Green is een buurtschap in de  civil parish Kersey in het bestuurlijke gebied Babergh, in het Engelse graafschap Suffolk. William's Green ligt ongeveer 3 kilometer ten zuidwesten van Kersey. De buurtschap bestaat uit enkele boerderijen waarvan er een onder de English Heritage valt. Deze vakwerk gepleisterde boerderij dateert uit de 16e en 17e eeuw.